# Da ubi consistam
La locuzione latina dā ubi cōnsistam, tradotta letteralmente, significa dà ove (io) consista, cioè dà (a me) un punto d'appoggio.
Abbreviazione del motto attribuito ad Archimede: "Dā mihi, inquit, ubi cōnsistam, et terram commovēbō" (Dammi un punto d'appoggio e sposterò il mondo), alludendo alla proprietà della leva.
Si cita questo motto quando si domandano i mezzi necessari a intraprendere qualche grande impresa.